# Peter Schröcksnadel

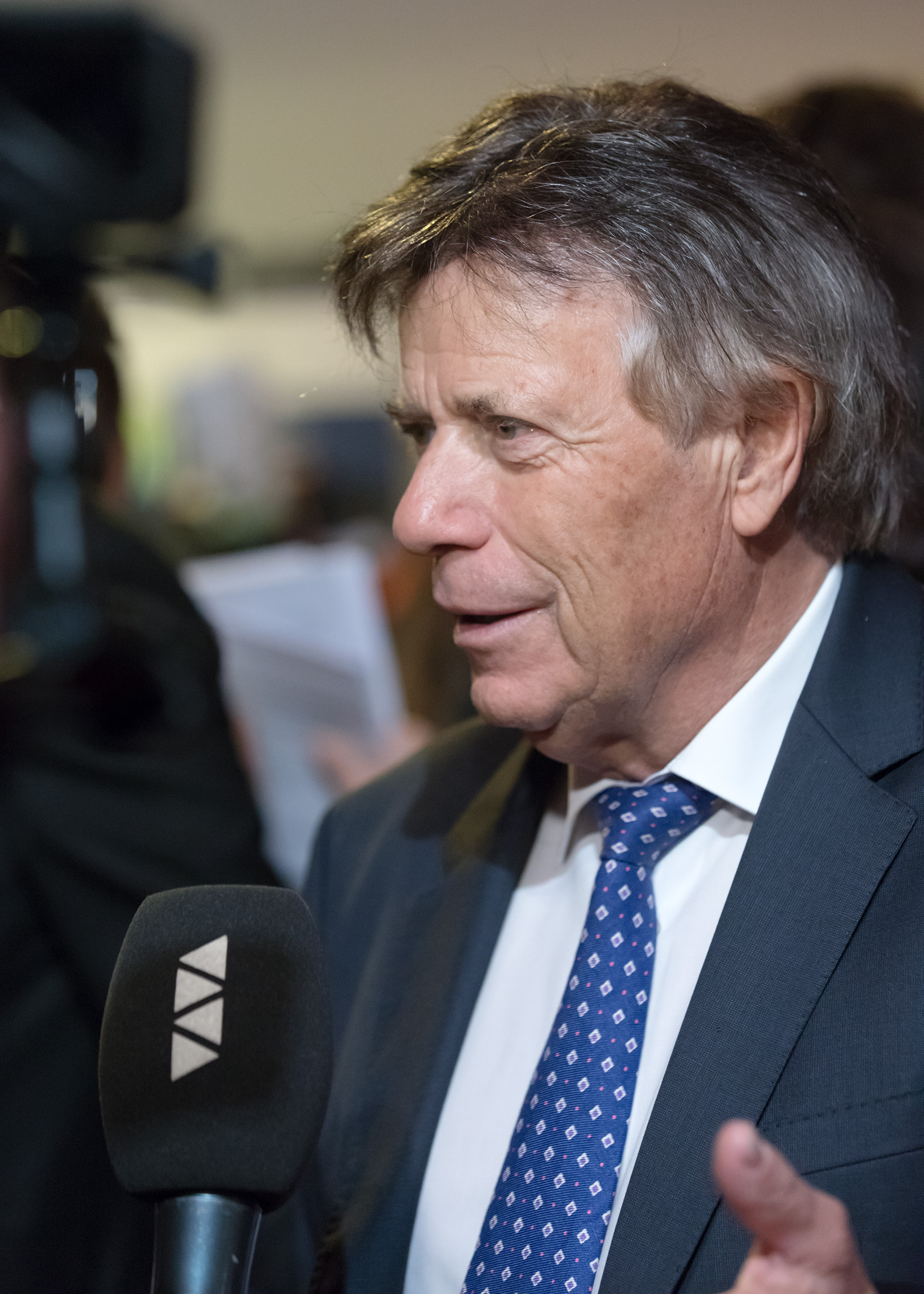
Peter Schröcksnadel (2017)

Peter Schröcksnadel (* 30. Juli 1941 in Innsbruck) ist ein österreichischer Unternehmer. Er war von 1990 bis Juni 2021 Präsident des Österreichischen Skiverbandes (ÖSV), von 2009 bis 2012 Präsident der European Ski Federation (ESF) und ist ehemaliger Vizepräsident des ÖOC. Im Juni 2021 wurde er Vizepräsident des internationalen Skiverbandes FIS.

## Leben
In Innsbruck absolvierte er 1959 seine Matura an einer HAK und begann daraufhin mit dem Studium der Rechtswissenschaften. 1964 gründete er in Innsbruck Sitour Austria und stellte Panorama- und Pistenmarkierungstafeln sowie Pistenleitsysteme her („signalisation touristique“). Sein zweites Unternehmen, die 1978 gegründete Feratel Media Technologies AG, entwickelte Anfang der 1990er-Jahre Panoramabild, live gesendetes Wetterpanorama-Fernsehen als touristisches Marketinginstrument, das von diversen Fernsehsendern ausgestrahlt wird. Parallel dazu entwickelt die Firma Produkte im eTourismus-Bereich für den europäischen Markt.
Im Österreichischen Schiverband war Peter Schröcksnadel von 1978 bis 1990 Referent für allgemeinen Schilauf und von 1987 bis 1990 Vizepräsident. Seither ist er ÖSV-Präsident. In dieses Amt wurde er am 23. Juni 1990 bei der 55. Länderkonferenz in Baden (einstimmig) gewählt.

1992 wurde ihm vom Bundesministerium für Wissenschaft der Professortitel verliehen.
Infolge des Dopingskandals während der Olympischen Winterspiele 2006 trat Schröcksnadel im darauffolgenden Jahr von seinem Amt als Vizepräsident des Nationalen Olympischen Komitees (ÖOC) zurück.
Im Vorfeld der Olympischen Winterspiele 2014 im russischen Sotschi äußerte sich Peter Schröcksnadel in einem Zeitungsinterview zu den politischen Diskussionen um die Politik Russlands. Er kritisierte einen verlangten Boykott der Spiele durch Politiker und zeigte sich erfreut, dass der Bundeskanzler und der Sportminister Österreichs die Spiele besuchen wollten. Die Menschenrechtsverletzungen in Russland wollte er nicht beurteilen und riet Sportlern davon ab, sich politisch zu äußern. Die Freilassung politischer Gefangener interpretierte er als positive Auswirkung der Olympischen Winterspiele in Sotschi.
Anfang Juni 2021 wurde Schröcksnadel in den FIS-Rat gewählt. Am 16. Juni 2021 trat Schröcksnadel als Präsident des Österreichischen Skiverbandes (ÖSV), zurück, zu seinem Nachfolger wurde am 19. Juni 2021 Karl Schmidhofer gewählt. Unter Präsident Johan Eliasch wurde Schröcksnadel einer der vier Vizepräsidenten der FIS.

## Bedeutung als Unternehmer: Schröcksnadel-Gruppe
Neben seiner Tätigkeit als ÖSV-Präsident ist Peter Schröcksnadel Geschäftsführer von vier Tochtergesellschaften des ÖSV, namentlich Austria Skiteam Handels und Beteiligungs GmbH, Austria Ski Nordic Veranstaltungs GmbH, Austria Ski WM und Großveranstaltungs GmbH und Austria Ski Veranstaltungs GmbH. Die Firmen gehören zu den wichtigsten Veranstaltern von Großereignissen und anderen Wintertourismusevents in Österreich.
Weiters ist er Geschäftsführer der Sitour Management GmbH. Das heute weltweit tätige Unternehmen beschäftigt in Österreich 30 Mitarbeiter und ist in mehreren Ländern Europas, den USA und Japan vertreten. Das Unternehmen ist heute in der Gruppe der Feratel untergebracht.
Sein Sohn Markus Schröcksnadel, welchen er als seinen Nachfolger aufbaut (SM Holding GmbH in Rum), ist wiederum Geschäftsführer der Vereinigten Bergbahnen GmbH, welche ebenfalls in 100%igem Besitz der Familie steht. Zur Familiengruppe gehören auch die SV Beteiligungs GmbH und VB-HIWU Beteiligungs GmbH in Innsbruck (Beteiligungen in der Tourismusinfrastruktur).
Die Sitour Management und Vereinigte Bergbahnen halten etliche Skigebiete und Tourismusunternehmen. Einige davon: 80 % an der Großglockner Bergbahnen Touristik GmbH, 50 % an der Großglockner Hotel und Infrastruktur GmbH (GBT Ski-Holding GmbH in Heiligenblut), 100 % an der Patscherkofelbahnen GmbH (1996–2014), 100 % an der Ötscherlift-Gesellschaft mbH& Co KG, 99 % an der Unterberghornbahnen Kössen GmbH& Co KG, 53 % an der Hinterstoder-Wurzeralm Bergbahnen AG, 50 % an der Hochficht Bergbahnen GmbH, 51 % der Hochkar Bergbahnen GmbH, und jüngst 60 % an der Kasberg-Bahnen HWB-Betriebs GmbH.
Die Feratel Media Technologies GmbH in Innsbruck ist heute einer der führenden internationalen Entwickler und Anbieter touristischer Informationssysteme (Panoramafernsehen, Hotelcards, Infoterminals, Buchungslösungen u. a.). Diese Firma hat ebenfalls einige internationale Niederlassungen und betreibt Webcams in über einem Dutzend europäischer Länder und den USA. Weiters gehören dazu 30 % an der Schweizer Firma Intermaps, dem führenden Anbieter von Apps zum Thema Tourismus im Alpenraum.

## Kritik
Schröcksnadel war 31 Jahre lang Präsident des ÖSV. In Zeitungsartikeln wurde er als "Ski-Patriarch", "Ski-Napoleon", "Alpenkönig", oder "Imperator" bezeichnet. Laut der deutschen Wochenzeitung Der Spiegel handle es sich um ein "Imperium, entstanden durch Netzwerke, Verstrickungen, Spezlwirtschaft."
Nach dem Tod des österreichischen Rennläufers Gernot Reinstadler bei der Lauberhornabfahrt 1991 wollte der ÖSV unter seinem damals neuen Präsidenten Schröcksnadel die Krankenhausrechnung zunächst nicht begleichen. Erst als die Tiroler Landesregierung Druck machte, lenkte der ÖSV ein, übernahm die Rechnung und änderte später auch die Versicherungsmodalitäten für seine Kaderathleten.
Im Zuge des Dopingskandals während der Olympischen Winterspiele 2006 tat sich Schröcksnadel mit verschwörungstheoretischen Andeutungen hervor. Es komme ihm vor, es sei eine "getürkte Aktion" gewesen, wie das gerade bei der Weltmeisterschaft inszeniert worden sei. Mit einer Täter-Opfer-Umkehr kommentierte er, man müsse nachdenken, "ob es nicht eine Gruppe gibt, die uns schaden will". Die erwischten österreichischen Langläufer tat er gleichzeitig als "Trottel" ab. Der Kombinierer Felix Gottwald nannte die Reaktion des Präsidenten einen "Schnellschuss". Eine breite Aufmerksamkeit erreichte Schröcksnadels Aussage "Austria is a too small country to make good doping."
Die ehemalige österreichische Skirennläuferin Nicola Werdenigg berichtete 2017 von weit verbreiteter sexualisierter Gewalt und von systematischem Machtmissbrauch im Bereich des österreichischen Skisportbetriebs durch „Trainer, Betreuer, Kollegen und Serviceleute“ gegen und gegenüber Frauen während ihrer aktiven Zeit (bis 1981). Auf die später durch eine Tiroler Expertenkommission bestätigten Missbrauchs- und Vergewaltigungsvorwürfe reagierte Schröcksnadel zunächst mit Empörung. Der Verband stellte Werdenigg erst ein Ultimatum mit der Aufforderung, Namen zu nennen, dann brachte er eine Entschuldigung der Ex-Sportlerin ins Gespräch. Von echtem Aufklärungswillen, so die Zeitung Der Spiegel sei wenig zu spüren gewesen. Legendär wurde Schröcksnadels Satz, mit dem er den Missbrauch verharmloste: „Ein Pantscherl ist kein Übergriff.“ Pantscherl – das sind im Wienerischen harmlose Liebeleien.

## Publikationen
- Im Namen der Flüsse: Geschichten über das Leben, das Fliegenfischen und die Zukunft der Bachforelle, Benevento, Elsbethen 2025, ISBN 978-3-7109-0212-3.

## Auszeichnungen

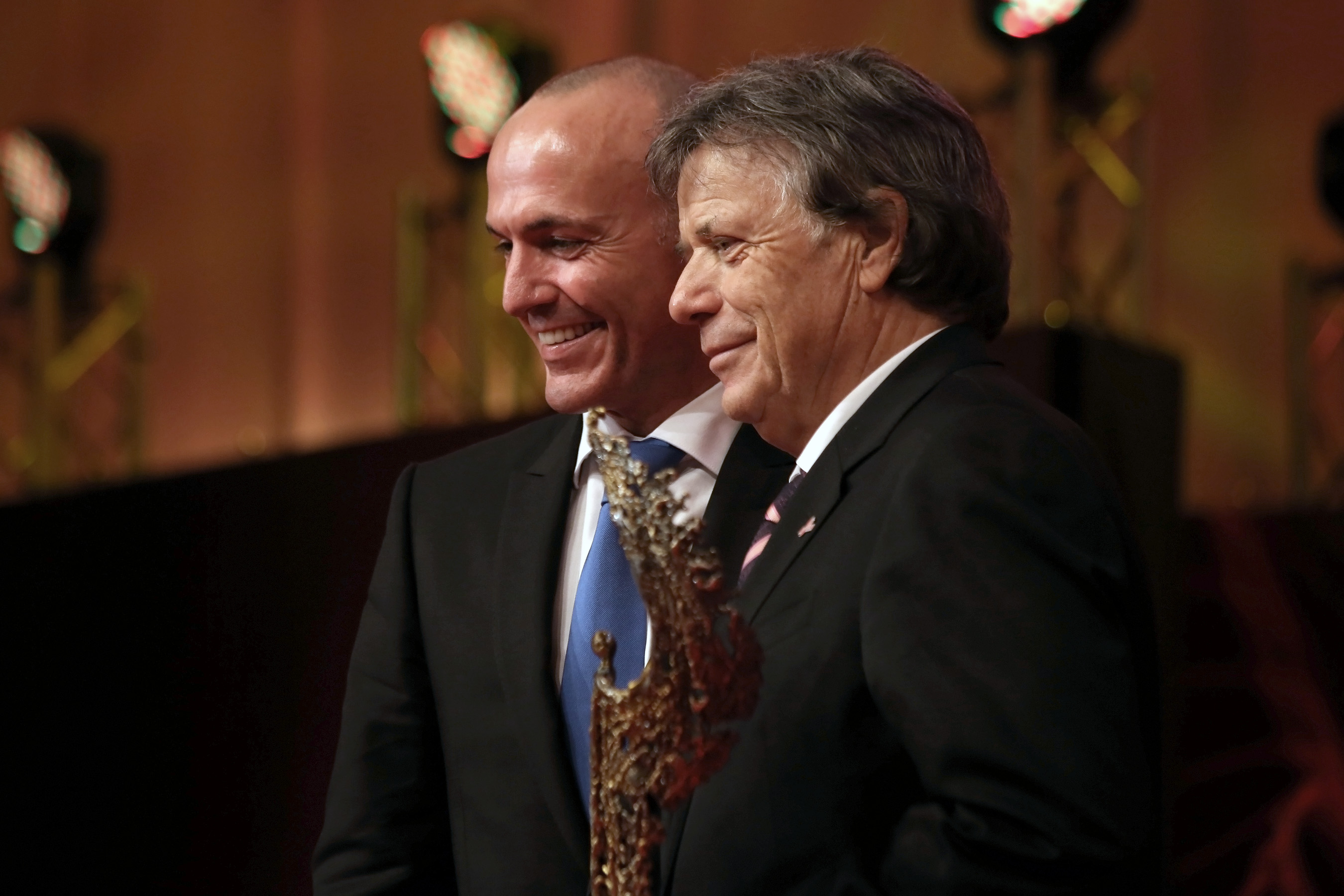
Peter Schröcksnadel, ausgezeichnet mit dem Special Award 2013, und Minister Gerald Klug

- 1999 Ehrenzeichen des Landes Tirol
- 2000 Goldenes Ehrenzeichen des Landes Steiermark
- 2011 erhielt Schröcksnadel das Große Ehrenzeichen für Verdienste um die Republik Österreich.[22]
- 2012 Großes Goldenes Ehrenzeichen des Landes Kärnten[23]
- 2013 wurde Schröcksnadel mit dem Special Award für sein Lebenswerk zu Österreichs Sportler des Jahres ausgezeichnet.
- Ehrenbürger von Schladming
- 2013 Ehrensenator der Universität Innsbruck